# 長崎ステラ座
長崎ステラ座（ながさきすてらざ）は、長崎県長崎市に所在していた東宝系の映画館。運営・経営は九州共栄興行。

## 歴史
- 1925年（大正14年）：長崎市西浜町62番地に前身となる崎陽館（きようかん）が開業。
- 1938年（昭和13年）：富士館（ふじかん）に改称。洋画封切館となる。
- 1977年（昭和52年）6月10日：銅座町の商業ビルに移転。長崎ステラ座となる。オープニング作品は『サスペリア』。
- 1982年（昭和57年）7月23日：『キャットピープル』上映中に長崎大水害が発生。停電により上映休止の事態が起こる。
- 2008年（平成20年）8月31日：『劇場版ポケットモンスター ダイヤモンド&パール ギラティナと氷空の花束 シェイミ』の上映を最後に閉館[1]。崎陽館時代から数えて83年の歴史に幕を閉じた。
- 2008年（平成20年）10月1日、長崎市茂里町のみらい長崎ココウォーク内に同じく東宝系のTOHOシネマズ長崎が開館。

## 特徴
- 開業当時は主に洋画の大作・話題作が上映されていたが、2005年2月18日に長崎宝塚劇場が閉館して以降は日劇2系の邦画を中心に上映していた。定員374席。
- 館名の“ステラ”はイタリア語で「星」という意味。現在地での開業当時に一般公募で決定した。
- ホール内の座席側壁面には華やかなステンドグラスが飾られていた。閉館後は同じ東宝系のTOHOシネマズ長崎のロビー内に移された[2]。

## 長崎ステラビル
同 映画館があった長崎ステラビルは萬活土地企業株式会社が所有していた地下1階・地上6階建ての商業ビル。映画館撤退後もセリア、ユニクロ、スーツセレクト21が営業を続けていたが、2010年（平成22年）2月28日をもって閉鎖・解体された。跡地は駐車場のトラストパーク浜の町となったが、2015年（平成27年）にはマンションのABITI浜町が竣工し、1階部分にはAOKI長崎浜の町店が入っている。